# Districte municipal de Rokiškis
El districte municipal de Rokiškis (en lituà: Rokiskio rajono savivaldybė) és un dels 60 municipis de Lituània, situat dins del comtat de Panevėžys. La seva capital és la ciutat de Rokiškis.

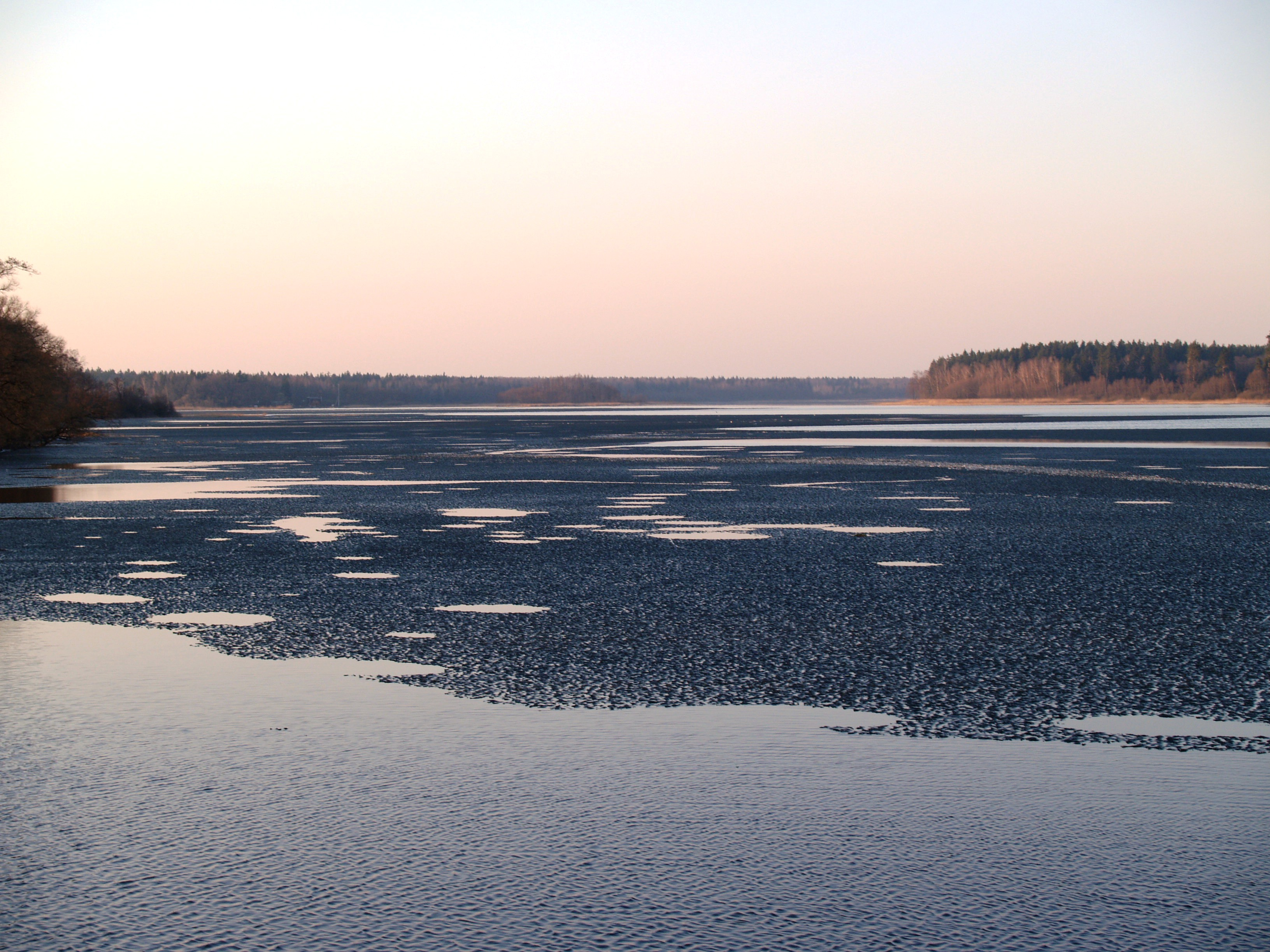
Llac Sartai al districte municipal de Rokiškis

## Seniūnijos del districte
- Juodupės seniūnija (Juodupė)
- Jūžintų seniūnija (Jūžintai)
- Kamajų seniūnija (Kamajai)
- Kazliškio seniūnija (Kazliškis)
- Kriaunų seniūnija (Kriaunos)
- Obelių seniūnija (Obeliai)
- Pandėlio seniūnija (Pandėlys)

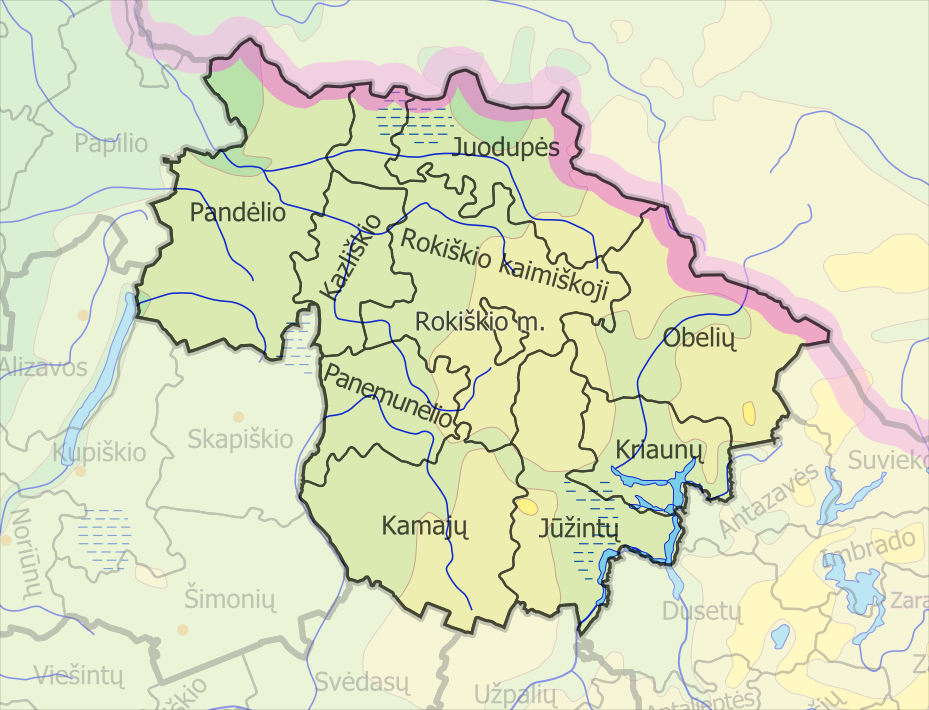
Mapa dels seniūnijos del districte municipal de Pasvalys

- Panemunėlio seniūnija (Panemunėlis)
- Rokiškio kaimiškoji seniūnija (Rokiškis)
- Rokiškio miesto seniūnija (Rokiškis)